# Singularité trifonctionnelle
La singularité trifonctionnelle a pour objectif de saisir la singularité des organisations, des dirigeants et des équipes et de la classifier en six noyaux résultant d’une combinatoire constituée de trois mêmes fonctions : souveraine, guerrière, productrice.

## Définition
L’outil permet une révélation de l’identité organisationnelle au sens de ce qui est « central, durable et distinctif au sein de l’organisation ». La singularité est donnée à l’entreprise par son fondateur et est invariable tout au long de son histoire. Patrick Mathieu, concepteur de l’outil, a vérifié le positionnement de marques d’une centaine de marchés dans ce modèle. Cet outil est utilisé pour manager les équipes : chacun a sa propre singularité et peut mieux connaître celle de l’organisation qu’il sert.

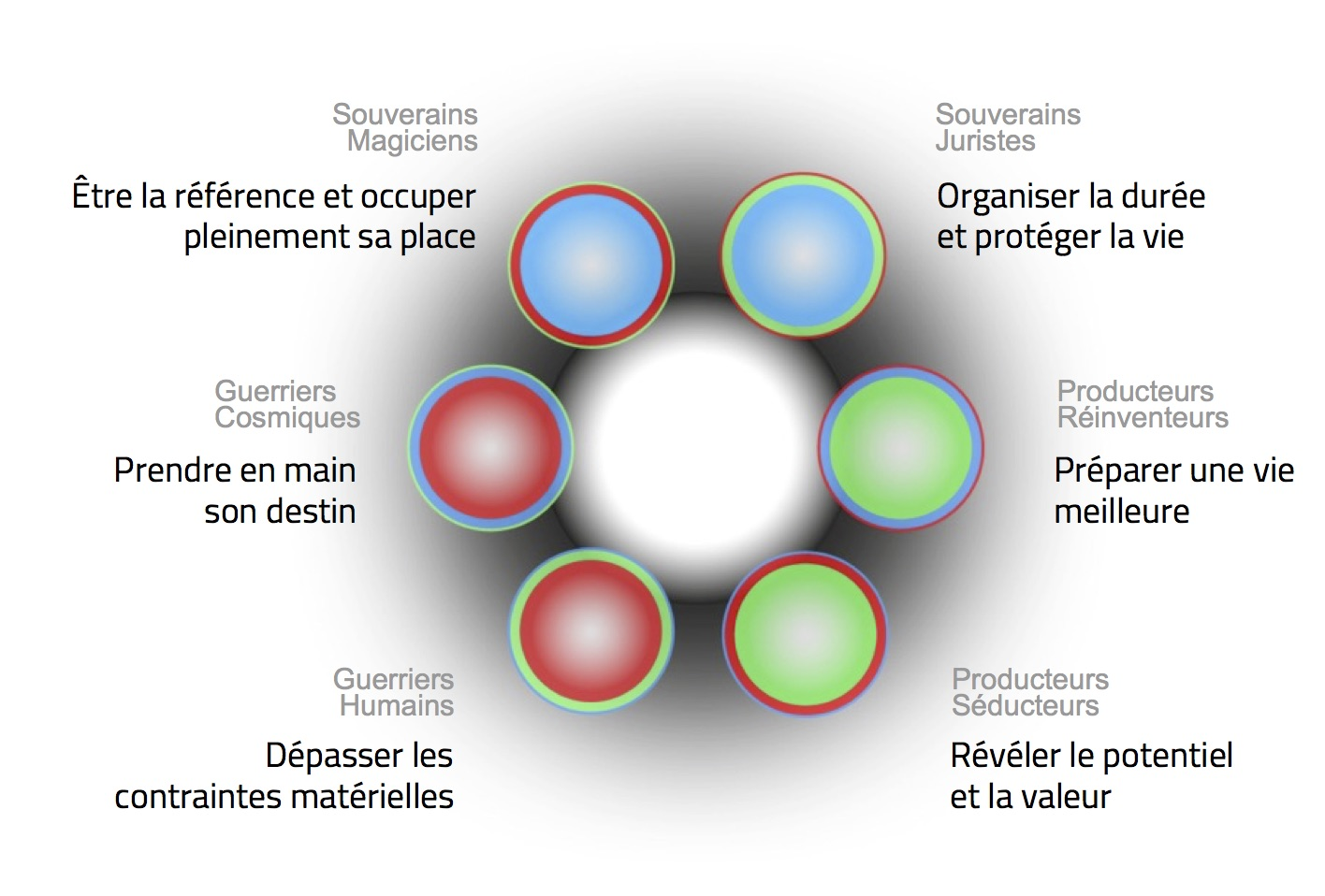
Les six noyaux de singularité

En intégrant cette mécanique identitaire, l’outil met l’accent sur l’alignement des choix stratégiques et ouvre la voie de l’élucidation des dysfonctionnements managériaux et stratégiques qui ne sont pas liées à des erreurs techniques mais explicables par des erreurs identitaires.
La singularité est établie par l’analyse des discours des managers et les messages de communication de l’organisation à l’aide d’une base de données constamment enrichies de mots et expressions. Parmi les applications, l’outil permet d'analyser la singularité des états, des villes et de leurs dirigeants.

## Historique de la découverte
- 1984-1988 : Travail sur l’identité des entreprises qui souhaitent communiquer, prise de conscience de la nécessité de profondeur.

- 1989-1992 : Découverte de la démarche de création des artistes.

- 1993-1996 : Premières modélisations des stratégies de création artistiques (Christian Lapie) et découverte des « simulations » permettant de partager cette expérience.

- 1997-2001 : Développement des Modèles Relationnels de marques et d'un modèle sur l’évolution de la maturité des marques et de la transmission de leur culture.

- 2002-2006 : Approfondissement de la structuration des contenus de marques en trois niveaux.

- 2007-2009 : Intégration de la trifonctionnalité, et identification des six structures identitaires des marques ; définition des Lois de Singularité.

- 2010-2016 : Approfondissement de la méthode de la singularité trifonctionnelle, autour des six noyaux de Singularité ; conception du Positionnement identitaire ; travaux de recherche sur le langage et la singularité ; renforcement de la recherche.

## Publications
Le modèle de la singularité trifonctionnelle a fait l'objet de publications dans des revues spécialisées :
- "Les Six Séductions" et leur socle éthique, Le Bulletin de l'ILEC, juin 2012. [lire en ligne]
- Business as unusual, La Revue des marques, avril 2012. [lire en ligne]
- L'Imaginaire du luxe, Imago, 2015, Patrick Mathieu, Frédéric Monneyron  (ISBN 2849528528)[4],[5],[6]
- Thèse en préparation à Paris 2, dans le cadre de École doctorale des sciences économiques et gestion, sciences de l'information et de la communication (Paris) depuis le 01-10-2014, par Eric Gautier sous la direction de Catherine Voynnet-Fourboul.